# Cinnamomum macrocarpum
Cinnamomum macrocarpum är en lagerväxtart som beskrevs av Joseph Dalton Hooker. Cinnamomum macrocarpum ingår i släktet Cinnamomum och familjen lagerväxter. Inga underarter finns listade i Catalogue of Life.